# Ниамниамский длиннокрылый попугай
Ниамниамский длиннокрылый попугай (лат. Poicephalus crassus) — птица семейства попугаевых.

## Внешний вид
Длина тела 24-26 см. Окраска оперения, в основном, зелёная. Брюшная сторона с лимонным оттенком. Голова и затылок болотно-коричневые. Лицевая область серебристо-серая. Окологлазное кольцо тёмно-серое или чёрное. Надклювье серо-голубое у основания с тёмным кончиком. Подклювье цвета слоновой кости. Лапы тёмно-серые. Радужка оранжево-коричневая.

## Распространение
Обитает на востоке Камеруна, юго-западе Судана, в ЦАР.

## Образ жизни
Населяют леса, лесопосадки, саванны с лесопосадками, горные леса. Редок.